# Новонекрасівська сільська рада
Новонекра́сівська сільська́ ра́да — колишня адміністративно-територіальна одиниця та орган місцевого самоврядування в Ізмаїльському районі Одеської області. Адміністративний центр — село Нова Некрасівка.

## Загальні відомості
Новонекрасівська сільська рада утворена в 1945 році.
- Територія ради: 29,58 км²
- Населення ради: 2 051 особа (станом на 2001 рік)

## Населені пункти
Сільській раді підпорядковані населені пункти:
- с. Нова Некрасівка

## Населення
Згідно з переписом 1989 року населення сільської ради становило 2152 особи, з яких 979 чоловіків та 1173 жінки.
За переписом населення 2001 року в сільській раді мешкала 2051 особа.

### Мова
Розподіл населення за рідною мовою за даними перепису 2001 року:
| Мова       | Відсоток |
| ---------- | -------- |
| російська  | 95,12 %  |
| українська | 4,24 %   |
| молдовська | 0,59 %   |
| болгарська | 0,05 %   |

## Склад ради
Рада складається з 20 депутатів та голови.
- Голова ради:
- Секретар ради: Арешкіна Тетяна Афанасіївна

### Керівний склад попередніх скликань
| Прізвище, ім'я, по батькові | Основні відомості                                    | Дата обрання | Дата звільнення |
| --------------------------- | ---------------------------------------------------- | ------------ | --------------- |
| Лапшин Микола Іванович      | Сільський голова, 1962 року народження, безпартійний | 26.03.2006   | 31.10.2010      |

Примітка: таблиця складена за даними сайту Верховної Ради України

### Депутати
За результатами місцевих виборів 2010 року депутатами ради стали:

#### За суб'єктами висування
| Суб'єкт висування | Кількість обраних депутатів | %   |
| ----------------- | --------------------------- | --- |
| Самовисування     | 20                          | 100 |

#### За округами
| № округу | Прізвище, ім'я, по батькові    | Дата визнання обраним | Освіта             | Партійна приналежність                  | Відомості про обраного депутата                                       |
| -------- | ------------------------------ | --------------------- | ------------------ | --------------------------------------- | --------------------------------------------------------------------- |
| 1        | Серпіонова Ірина Андріївна     | 02.11.2010            | вища               | позапартійна                            | РАМК «Новонекрасівський», юрист                                       |
| 2        | Кіліян Віктор Іванович         | 02.11.2010            | вища               | позапартійний                           | Ізмаїльська держриб-інспекція, керівник                               |
| 3        | Тірон Костянтин Іванович       | 02.11.2010            | вища               | член Соціалістичної партії України      | пенсіонер                                                             |
| 4        | Д'якова Галина Іванівна        | 02.11.2010            | середня спеціальна | позапартійна                            | дитячий садок «Золота рибка» с. Нова Некрасівка, завідувач            |
| 5        | Грамма Юрій Валерійович        | 02.11.2010            | вища               | член Політичної партії «Сильна Україна» | Дунайське басейнове управління водними ресурсами, юрисконсульт        |
| 6        | Димитрієва Лариса Михайлівна   | 02.11.2010            | середня спеціальна | член Партії регіонів                    | Новонекрасівська сільська рада, начальник військово облікового столу  |
| 7        | Голубова Наталія Юхимівна      | 02.11.2010            | середня            | позапартійна                            | приватний підприємець                                                 |
| 8        | Рябоконь Катерина Федорівна    | 02.11.2010            | вища               | позапартійна                            | АТ «Укрексімбанк», економіст І категорії                              |
| 9        | Гончаров Володимир Филимонович | 02.11.2010            | вища               | член Партії регіонів                    | приватний підприємець                                                 |
| 10       | Арешкіна Лариса Іванівна       | 02.11.2010            | середня            | позапартійна                            | приватний підприємець                                                 |
| 11       | Дубровін Віктор Федорович      | 02.11.2010            | середня спеціальна | позапартійний                           | Ізмаїльський державний Морський Торговельний Порт, докер- механізатор |
| 12       | Паю Віктор Дем'янович          | 02.11.2010            | середня спеціальна | член Партії регіонів                    | Ізмаїльський державний Морський Торговельний Порт, докер- механізатор |
| 13       | Коньков Микола Маркелович      | 02.11.2010            | середня спеціальна | позапартійний                           | Ізмаїльський судноремонтний завод, водій                              |
| 14       | Тімофті Віктор Іванович        | 02.11.2010            | середня            | позапартійний                           | ТОВ «Продсервіс», водій                                               |
| 15       | Арешкіна Тетяна Афанасіївна    | 02.11.2010            | вища               | позапартійна                            | Новонекрасівська сільська рада, секретар                              |
| 16       | Гончар Тамара Антонівна        | 02.11.2010            | середня спеціальна | позапартійна                            | тимчасово не працює                                                   |
| 17       | Арешкін Василь Сидорович       | 02.11.2010            | середня спеціальна | член Народної партії                    | пенсіонер                                                             |
| 18       | Шевченко Микола Трохимович     | 02.11.2010            | середня спеціальна | позапартійний                           | Новонекрасівська загальноосвітня школа, старший опалювач              |
| 19       | Нікуліна Ольга Кирсанівна      | 02.11.2010            | середня спеціальна | позапартійна                            | дитячий садок «Золота рибка» с. Нова Некрасівка, завгосп              |
| 20       | Денисов Григорій Іванович      | 10.01.2011            | середня            | позапартійний                           | Ізмаїльський судоремонтний завод, водій                               |